# Kim Olin
Kim Olin är en svensk författare av ungdomslitteratur. Namnet är en pseudonym.
Olin är känd för Pulverlandserien, en hårdkokt thrillerserie för ungdomar i gymnasieåldern. Samtliga böcker utspelar sig i en fiktiv förort till Stockholm, i folkmun känd som "Pulverland" på grund av den myckna knarkhandeln. I de fyra första böckerna lär läsaren känna Simon, en ung kille som hoppar av gymnasiet och dras in i organiserad brottslighet. I och med femte boken, Eko, fortsätter kampen om Pulverland med en ny huvudperson, Filip, som är med i tre böcker. Hösten 2016 kommer seriens åttonde del Hittegods vars nya huvudperson heter Marco.
Alla böcker i Pulverlandserien är utgivna på Argasso bokförlag, som specialiserar sig på lättläst litteratur för personer med lässvårigheter och svenska som andraspråk.

### Pulverlandserien
- 2007 – Avhopparen
- 2008 – Beskyddaren
- 2009 – Checka in
- 2010 – Drakens skugga
- 2012 – Eko
- 2013 – Förrädaren
- 2014 – Gamla synder
- 2016 – Hittegods